# 2002 en philosophie
Chronologie de la philosophie
- 1998
- 1999
- 2000
- 2001
- 2002
- 2003
- 2004
- 2005
- 2006

L’année 2002 a été marquée, en philosophie, par les événements suivants :

## Publications
- Le Marxisme de Marx, de Raymond Aron.

### Rééditions
- Sur le prolongement de la vie et les moyens de mourir, Paris, Rivages; de Francis Bacon .
- François Poullain de La Barre :  (en) Three Cartesian Feminist Treaties, Chicago, University of Chicago press, 2002.
- Jean de Silhon : De la Certitude des connaissances humaines, où sont particulièrement expliquez les principes et les fondemens de la morale et de la politique, avec des observations sur la manière de raisonner par l'assemblage de plusieurs moyens (1667).

## Conférence
- Aimer, s'aimer, nous aimer, de Bernard Stiegler (publication en 2003).

## Décès
- 23 janvier : Robert Nozick, philosophe américain, né en 1938, mort à 63 ans.